# Sikaiana maculosa
Sikaiana maculosa är en insektsart som beskrevs av William Lucas Distant 1907. Sikaiana maculosa ingår i släktet Sikaiana och familjen Derbidae. Inga underarter finns listade i Catalogue of Life.